# Estación Cañada del Ucle
Cañada del Ucle es una estación ferroviaria (sin funcionamiento) ubicada en la localidad del mismo nombre, Departamento General López, Provincia de Santa Fe, República Argentina.

## Servicios
La estación corresponde al Ferrocarril General Bartolomé Mitre de la red ferroviaria argentina. Se encuentra concesionada a la empresa de cargas Nuevo Central Argentino.